# North Country Trail

Karte des North Country Trail

Der North Country National Scenic Trail (NCT) ist ein Fernwanderweg in den Vereinigten Staaten.
Der Wanderweg ist mit etwa 7400 km (in der Endausbaustufe) der längste National Scenic Trail und durchquert sieben Bundesstaaten. Von Crown Point in New York geht es durch Pennsylvania, Ohio, Michigan, Wisconsin, Minnesota zum Lake Sakakawea State Park in North Dakota. Eröffnet wurde er in Teilabschnitten seit 1980.
Der NCT wird vom National Park Service verwaltet, einer Bundesbehörde.

## Bilder

North Country Trail
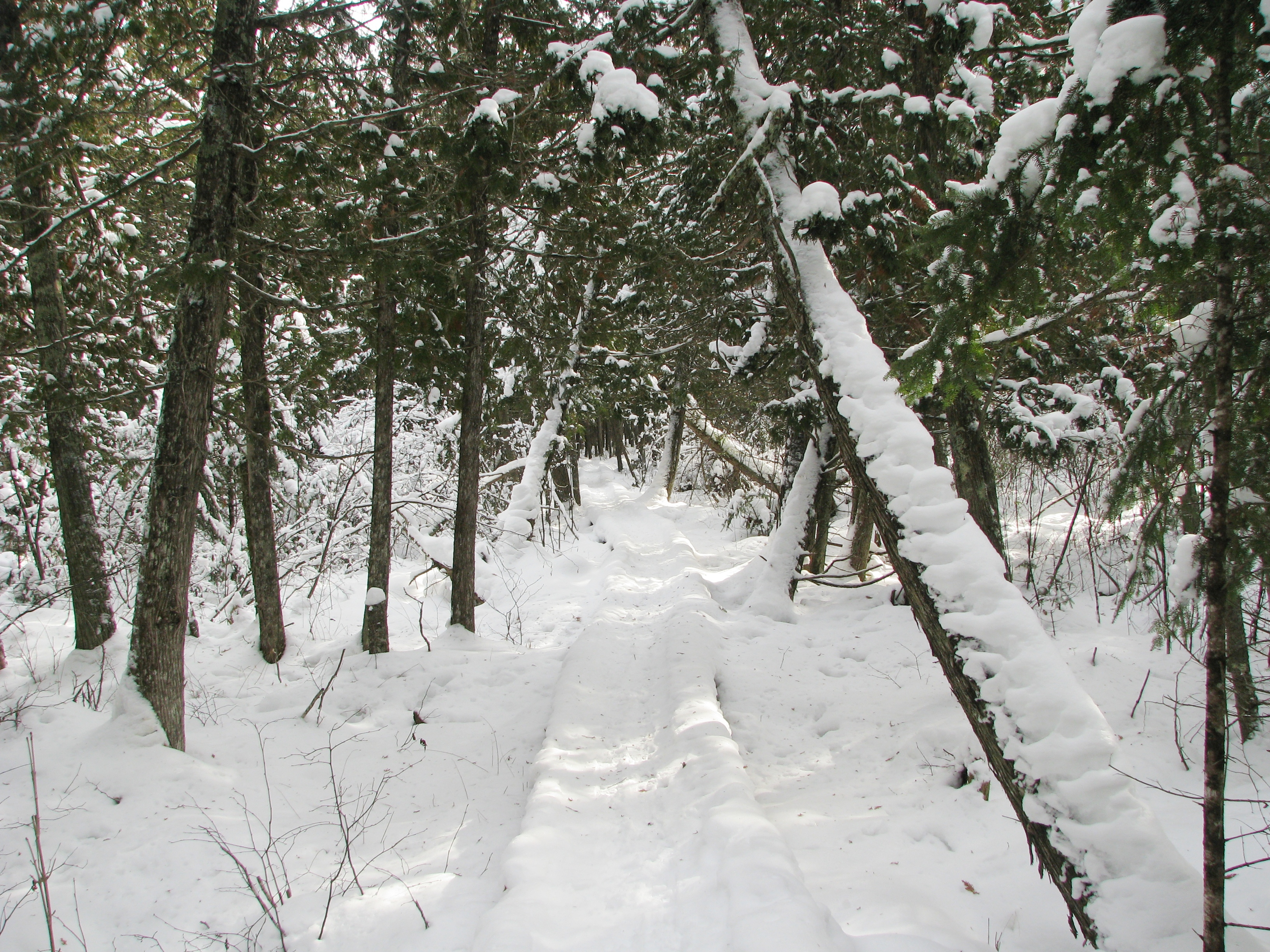
Ein Abschnitt im Brule River State Forest.
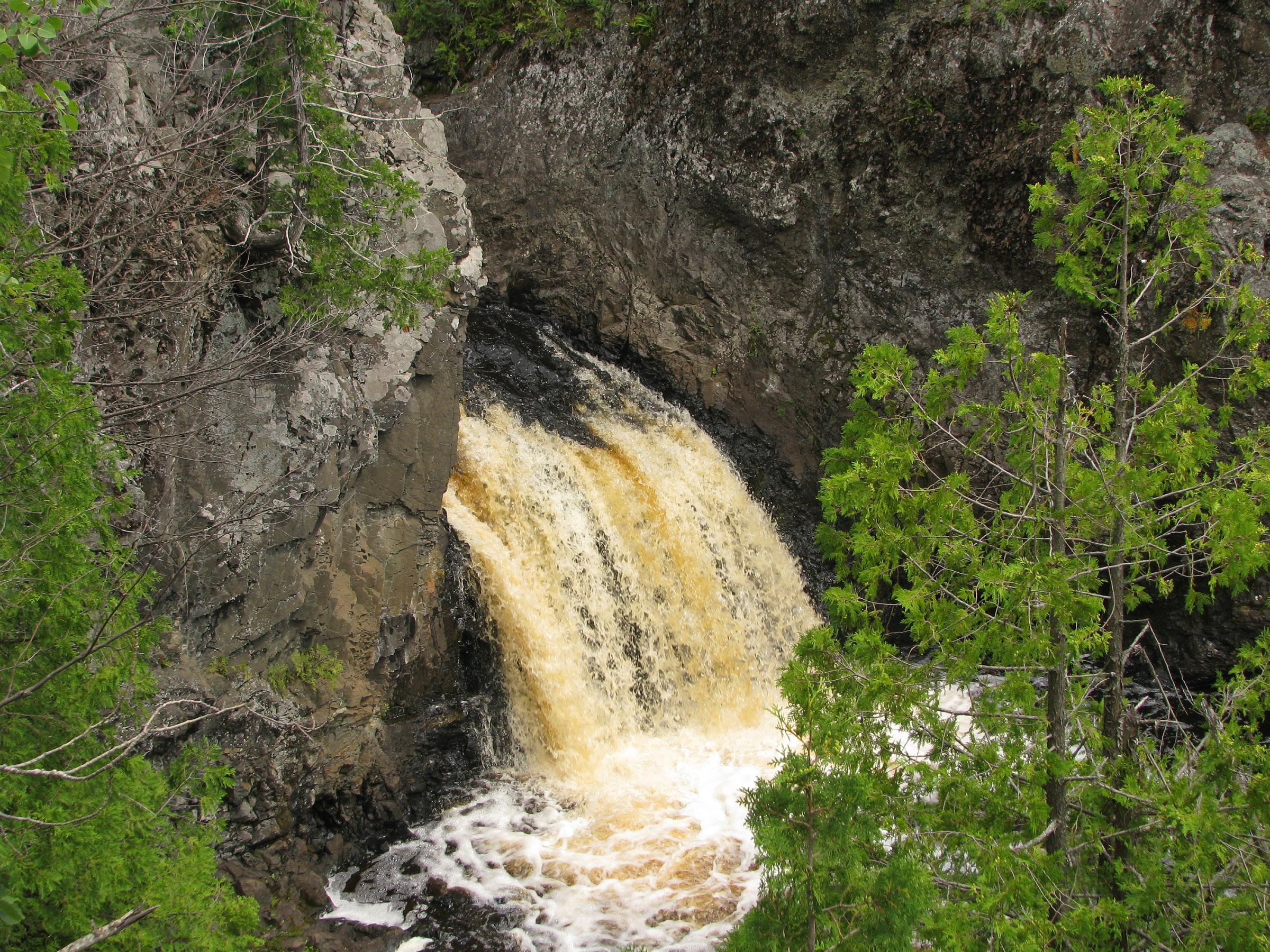
Die Wren Falls in Iron County (Wisconsin).
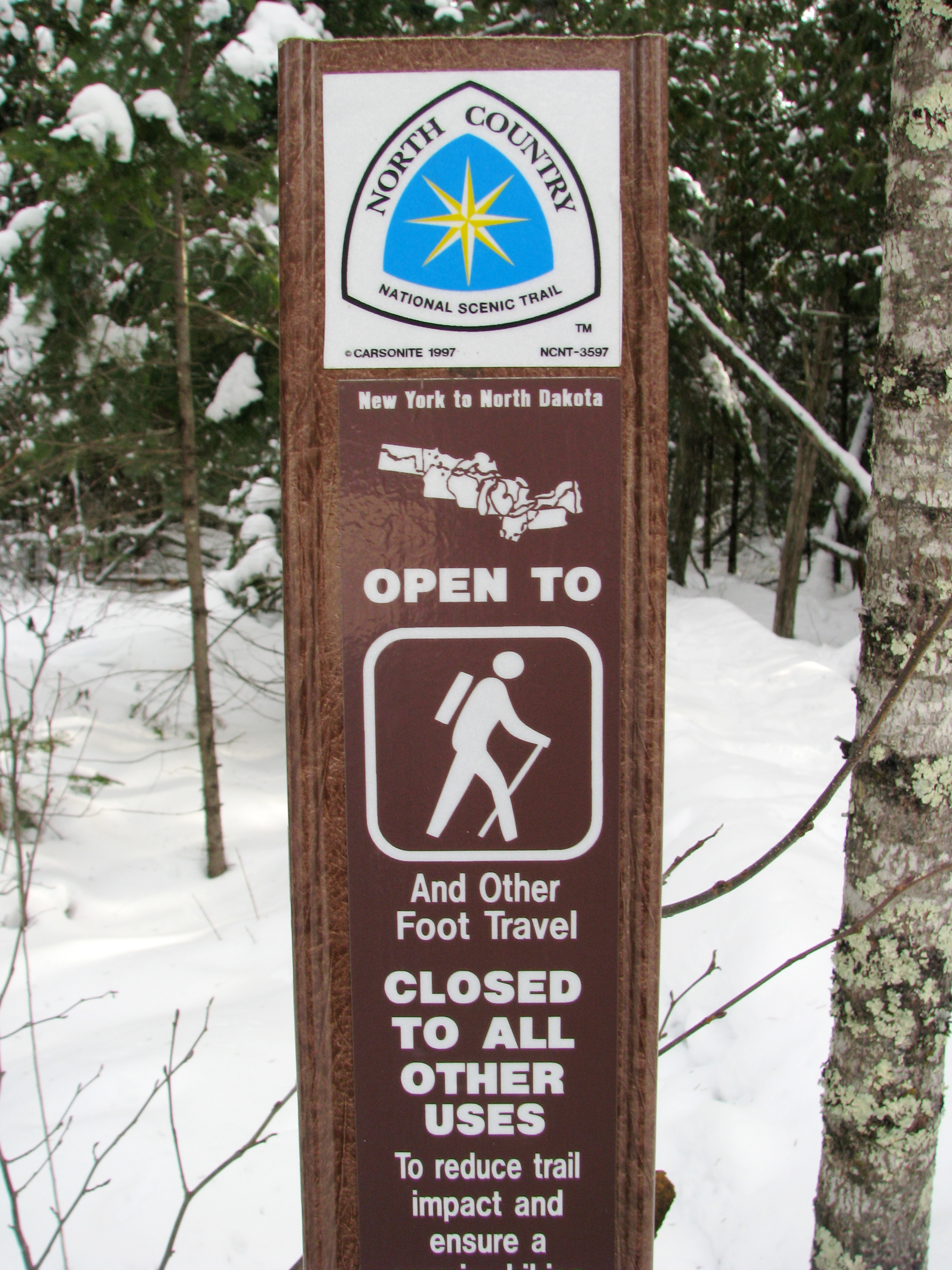
Hinweisschild
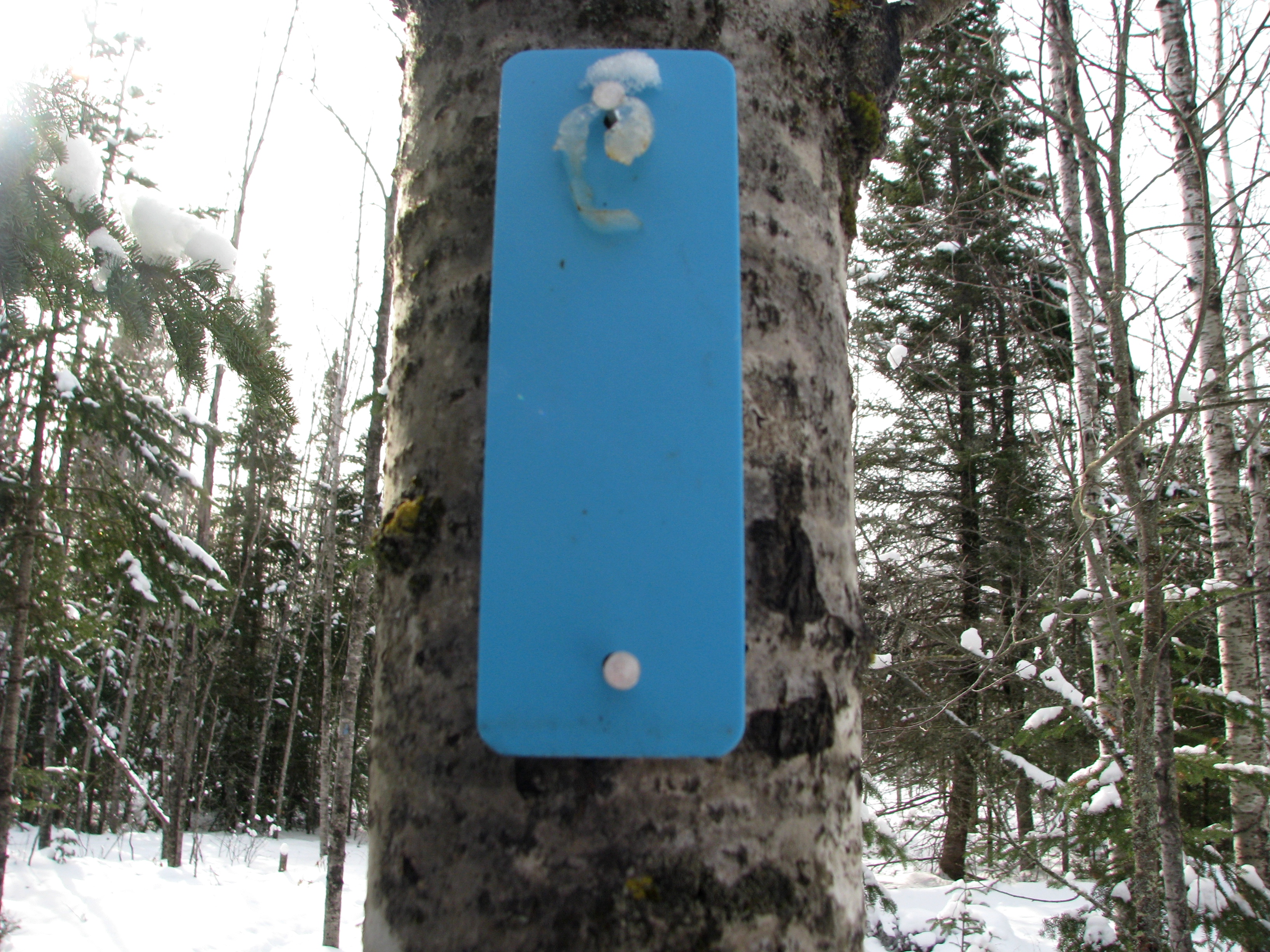
Blaue Wegmarkierung
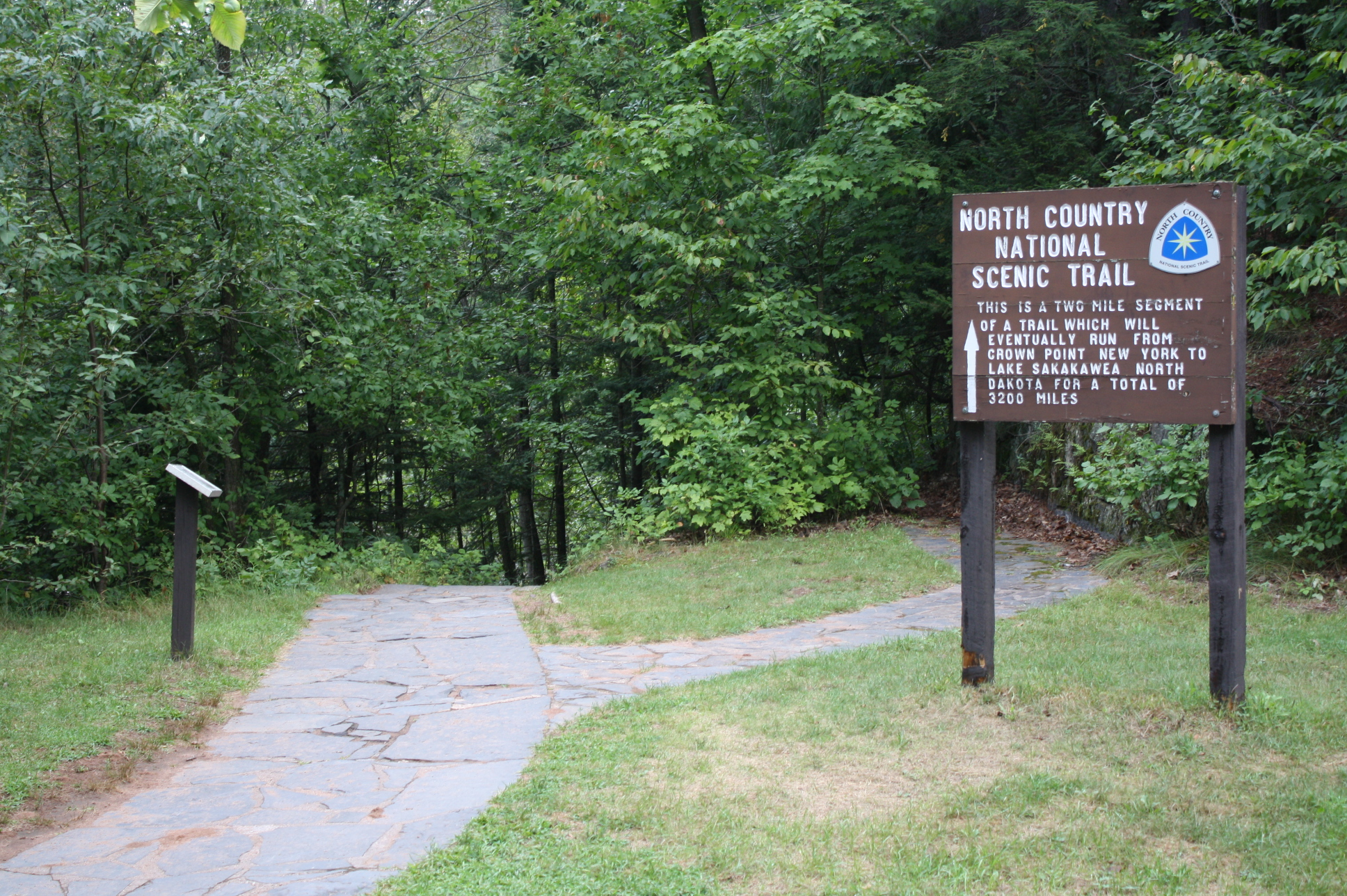
Trailschild im Copper Falls State Park